# Бањере-Вињали (Мачерата)
Бањере-Вињали (итал. Bagnere-Vignali) насеље је у Италији у округу Мачерата, региону Марке.
Према процени из 2011. у насељу је живело 104 становника. Насеље се налази на надморској висини од 328 м.